# Cryptotriton xucaneborum
Espèce
Cryptotriton xucaneborum est une espèce d'urodèles de la famille des Plethodontidae.

## Répartition
Cette espèce est endémique du département d'Alta Verapaz au Guatemala. Elle se rencontre entre 1 370 et 2 045 m d'altitude dans la Sierra de Xucaneb.

## Description
Les 5 spécimens adultes observés lors de la description originale mesurent entre 24,9 mm et 32,0 mm de longueur standard.

## Publication originale
- Rovito, Vázquez-Almazán, Papenfuss, Parra-Olea & Wake, 2015 : Biogeography and evolution of Central American cloud forest salamanders (Caudata: Plethodontidae: Cryptotriton), with the description of a new species. Zoological Journal of the Linnean Society, vol. 175, p. 150–166.